# 盧永 (萬曆進士)
盧永（？—1602年），號仰如，河南汝寧府光州光山縣人，明朝政治人物。

## 生平
父卢应期，母黄氏，夫殁，子卢永方生三日，黄欲从夫而死，其姑劝以撫孤，乃茹苦含辛，織絍以给，歴四十余年如一日，后卢永中会试，陈請题奏，命建貞節坊旌表。
卢永中萬曆十三年乙酉科河南鄉試第十九名舉人，萬曆二十六年（1598年）戊戌科進士，大理寺觀政，丁憂歸，服闋，二十九年授官元氏县知县，创建石城，作民保障，一劳永逸，萬姓不忘，三十年卒于官。